# Саммит G-20 в Каннах (2011)
Саммит G-20 в Каннах в 2011 году — шестая встреча глав государств и правительств стран Группы двадцати, посвящённая предотвращению угрозы нового витка глобального экономического кризиса, продолжающегося мирового финансового кризиса 2008—2011 годов. Проходила 3—4 ноября 2011 года в Каннах, Франция. Одной из главных тем саммита являлись вопросы ужесточения контроля за банками.
В числе основных вопросов саммита также присутствовал вопрос введения налога на международные банковские операции, или так называемый «налог Тобина» (в честь нобелевского лауреата Джеймса Тобина, впервые предложившего вводить сбор с международных банковских транзакций для поддержки развивающихся стран).

## Обстановка перед саммитом
2 ноября 2011 года, ещё накануне саммита G20, европейские лидеры начали работу в Каннах с решения проблем Еврозоны. Необходимость в этой встрече возникла после того как правительство Греции, в результате прокатившихся по стране общенациональных забастовок и акции протеста, высказалось за проведение референдума по кредитному соглашению с Евросоюзом, которое было согласовано 26 октября 2011 года на Европейском саммите в Брюсселе и предусматривает меры по спасению Греции от дефолта на условиях жёсткой экономии. И как считают некоторые аналитики, политическая нерешительность греческого правительства приведёт к тому, что Греции придётся покинуть Еврозону, а это в свою очередь «может утопить всю Европу».

## Участники саммита
- Австралия: премьер-министр Джулия Гиллард
- Аргентина: президент Кристина Фернандес де Киршнер
- Бразилия: президент Дилма Русеф
- Великобритания: премьер-министр Дэвид Кэмерон
- Германия: канцлер Ангела Меркель
- Индия: премьер-министр Манмохан Сингх
- Индонезия: президент Сусило Бамбанг Юдойоно
- Италия: премьер-министр Сильвио Берлускони
- Канада: премьер-министр Стивен Джозеф Харпер
- КНР: председатель Ху Цзиньтао
- Мексика: президент Фелипе Кальдерон
- Россия: президент Дмитрий Медведев
- Саудовская Аравия: министр финансов Ибрагим Абдул-Азиз аль-Ассаф
- США: президент Барак Обама
- Турция: премьер-министр Реджеп Тайип Эрдоган
- Франция: президент Николя Саркози
- ЮАР: президент Джейкоб Зума
- Республика Корея: президент Ли Мён Бак
- Япония: премьер-министр Ёсихико Нода
- Европейский Союз: председатель Европейского совета Херман Ван Ромпей и председатель Европейской комиссии Жозе Мануэль Баррозу

## Итоги саммита
На саммите G20 было принято решение об ужесточении контроля за банками и обсуждении мер по предотвращении мирового кризиса.